# Robert V. Schmidt
Robert Valdemar Schmidt (født 29. februar 1880 i Fredericia, død 2. januar 1960 i Virum) var en dansk arkitekt i Kolding i starten af 1900-tallet. Han var med til lægge grundstenen for Landsforeningen Bedre Byggeskik.
Robert V. Schmidt havde i 1912 indbudt en række "indflydelsesrige Mænd" (og én kvinde) til at deltage i et forberedende møde på Charlottenborg i København. Det var lykkedes Robert V. Schmidt at samle en temmelig magtfuld kreds af delegerede fra alle tænkelige lag af byggeriet, samt en række erhvervsfolk, lokalpolitikere og folketingsmedlemmer.
Mødet afholdtes den 18. marts 1912 og førte til nedsættelsen af et bredt udvalg, der skulle arbejde for at oprette "en Landsforening for et bedre Byggeskik."

## Byggerier
- 1908 - Forskolen med en gymnastiksal (Blæsbjergade i Kolding) - I dag Nicolai Biograf & Cafe og en del af Nicolai For børn komplekset
- 1911 - Stationsbygninger til Kolding Sydbaner til Vamdrup og Hejlsminde
- 1917 - Samtlige stationer på Troldhedebanen fra Kolding til Troldhede.
- 1922 - "Kobberhuset" Hyrdestræde 7, Kolding - bindingsværkshus med kobberbeklædt nordgavl
- 1922 - Haderslevvej 22, Kolding
- 1923 - Domicil for A/S Midtjysk Kafferisteri (Smedegade 21 i Herning)
- 1923 - Haderslevvej 25, Kolding (Nordisk Solar Compagni)[1]